# جورج رايت (سياسي)
جورج رايت هو شخصية أعمال وسياسي كندي، ولد في 29 ديسمبر 1779، وتوفي في 13 مارس 1842.